# Allocosa caboverdensis
Allocosa caboverdensis là một loài nhện trong họ wolfspinnen (Lycosidae).
Loài này thuộc chi Allocosa. Allocosa caboverdensis được Joachim Schmidt & Otto Krause miêu tả năm 1995.